# Cerco de Massada
Cerco de Massada foi um dos últimos eventos da Primeira guerra romano-judaica, ocorrido entre 73 e 74, no alto de uma elevação montanhosa no território moderno de Israel. Seus eventos foram relatados por Flávio Josefo, um líder rebelde judeu capturado pelos romanos e que depois tornou-se um historiador a serviço de seus captores. Segundo ele, o longo cerco pelas tropas da X Fretensis e suas tropas auxiliares levaram a um suicídio em massa dos zelotas rebeldes e das famílias judaicas que viviam na fortaleza. Massada tornou-se, desde então, um evento controverso na história judaica, com alguns considerando o local como merecedor de reverência, uma comemoração de ancestrais que deram a vida em uma luta heroica contra a opressão, enquanto outros consideram todo o evento como um trágico alerta contra o extremismo e a incapacidade de ceder.

## Contexto
Massada é uma "montanha de cume plano de formato losangular" que é "elevada, isolada e aparentemente inexpugnável". O terreno à volta torna difícil o acesso ao topo, deixando apenas um estreito caminho que não comporta sequer duas pessoas lado-a-lado. Este caminho é conhecido como "A Serpente" por "serpentear pelo trajeto até o cume com muitos engenhosos zigue-zagues". A fortaleza construída no topo é considerada como o lugar onde David teria descansado depois de ter fugido de seu sogro, o rei Saul.
Flávio Josefo, um judeu de nascimento criado em Jerusalém, é o único historiador a prover um relato detalhado da Grande Revolta Judaica e a única pessoa que relatou os eventos no local. Depois de ter sido capturado durante o Cerco de Yodfat e solto por Vespasiano, Josefo passou a relatar a campanha romana. Ele presumivelmente baseou sua narração em comentários dos comandantes romanos. Segundo Josefo, Massada foi construída originalmente pelos hasmoneus. Entre 37 e 31 a.C., Herodes, o Grande, fortificou o local transformando-o num refúgio para o caso de uma revolta.
Em 66, no começo da revolta contra o Império Romano, um grupo de  judeus zelosos conhecidos como zelotas (uma seita judaica que se opunha de forma acirrada à dominação romana) atacou a guarnição romana de Massada e tomou a fortaleza. Eles eram comandados por Eleazar ben Ya'ir e, em 70, receberam o reforço de mais zelotas e suas famílias, expulsos de Jerusalém pela população judaica tradicional, com quem estavam em conflito. Logo depois do cerco de Jerusalém e da subsequente destruição do Templo, mais zelotas e seus familiares fugiram da cidade e se assentaram no alto de Massada, com os zelotas utilizando-a como refúgio e base para atacar os campos vizinhos. Segundo as interpretações modernas de Josefo.
Segundo Josefo, durante a Páscoa judaica, os zelotas atacaram Ein-Gedi, um vila judaica vizinha, e mataram 750 habitantes.
A arqueologia indica que os zelotas modificaram algumas estruturas que encontraram, incluindo um edifício que havia sido modificada para funcionar como sinagoga, voltada para Jerusalém (é possível que o edifício tenha sido uma sinagoga desde sempre, embora não tenha sido encontrado um mikvah (os bancos encontrados em outras sinagogas do período). Trata-se de uma das mais antigas sinagogas de Israel. Restos de dois mikvaot foram encontradas nas imediações.

## Cerco romano
Em 72, o governador romano da Judeia, Lúcio Flávio Silva, à frente da X Fretensis e suas unidades auxiliares e prisioneiros de guerra judeus, num total de 15 000 homens e mulheres (dos quais entre 8 000 e 9 000 eram combatentes), cercou os 960 zelotas e suas famílias em Massada. A legião romana cercou a montanha toda e construiu uma muralha de circunvalação antes de começar a construção de uma rampa de cerco de frente para a face oeste do platô, movendo milhares de toneladas de pedras e terra batida na operação. Josefo não relata nenhuma tentativa dos zelotas de contra-atacar os romanos durante o processo, uma importante diferença deste relato em relação aos outros cercos da revolta.
A rampa — com um gradiente de 1:3 e uma base de 210 metros, alcançou 100 metros de altura e, em sua extremidade, foi montada uma plataforma de 22 metros de altura por 22 de largura — foi completada na primavera de 73, provavelmente depois de dois ou três meses de cerco. Uma gigantesca torre de cerco (28 metros de altura) com um aríete foi construída e arduamente empurrada rampa acima enquanto as tropas romanas atacavam as muralhas com "uma rajada de tochas em chamas contra [...] uma muralha de madeira", o que permitiu que os romanos finalmente invadissem a fortaleza em 16 de abril de 73. Quando os romanos entraram na fortaleza, porém, encontraram uma "cidadela da morte". Os rebeldes haviam ateado fogo a todos os edifícios (menos os estoques de comida) e cometeram um suicídio em massa, declarando que "uma morte gloriosa [...] preferível a uma vida de infâmia".

## Suicídio
Segundo Josefo, "os judeus esperavam que toda a sua nação além do Eufrates iria se juntar a eles para insuflar uma insurreição", mas, no final, havia apenas 960 zelotes judeus que enfrentaram um exército romano em Massada. Quando estes zelotes se viram aprisionados no alto de Massada sem condições de fugir, Josefo conta que "era pela vontade de Deus e por necessidade que [eles] deveriam morrer". Segundo William Whiston, tradutor de Josefo para o inglês, duas mulheres, que escaparam do suicídio escondendo-se numa cisterna com cinco crianças, repetiram as exortações de Eleazar ben Ya'ir a seus seguidores antes do suicídio final para os romanos:
| “ | "Como decidimos há muito tempo atrás que nunca seríamos servos dos romanos e nem de ninguém além do próprio Deus, que sozinho é o Senhor verdadeiro e justo da humanidade, a época chegou que nos obriga a tornar esta resolução verdadeira na prática [...] Somos os primeiros que se revoltaram e somos os últimos a lutar contra eles; e só posso estimar este fato em favor de Deus, que nos concedeu-o, de que ainda está em nossas mãos morrer bravamente e livres." | ” |
|   | — Eleazar ben Yair. |   |

Como o judaísmo proíbe o suicídio, Josefo relata que os zelotas tiraram a sorte e foram se matando um por vez até o último, que seria o único a, de fato, tirar sua própria vida. Segundo Josefo, Eleazar ordenou que seus homens destruíssem tudo menos as reservas de comida, uma forma de provar que os defensores ainda tinham condições de viver e que haviam escolhido a morte no lugar da escravidão. Porém, escavações arqueológicas demonstraram que os galpões que continham suas provisões também foram incendiados, embora não seja possível determinar se pelas mãos dos romanos ou dos judeus.
Segundo Shaye Cohen, a arqueologia demostrou que o relato de Josefo é "incompleto e incorreto". Josefo só descreveu um palácio e as escavações descobriram dois, sua descrição do palácio norte contém diversas incorreções e ele nos apresenta números exagerados para a altura de muros e torres. O relato de Josefo também entra em contradição com os "esqueletos na caverna e os diversos focos de incêndio". Segundo Kenneth Atkinson, "não existem evidências arqueológicas de que os defensores de Massada cometeram suicídio em massa".

## Legado
O cerco de Massada é geralmente referido em Israel como "um símbolo do heroísmo judaico". Segundo Klara Palotai, "Massada tornou-se um símbolo para a 'resistência final' heroica pelo Estado de Israel e teve um grande papel para Israel na formação de sua identidade nacional". Para Israel, era um símbolo da coragem dos guerreiros de Massada, da força que eles demonstraram ao defenderem Massada por quase três anos e sua escolha da morte ao invés da escravidão na luta contra um império agressivo. Massada tornou-se "o local da realização da herança cultural", onde se realizam cerimônias militares. Palotai conta ainda como Massada "desenvolveu um 'caso de amor' especial com a arqueologia" por atrair pessoas de todo o mundo interessadas em ajudar a localizar os restos da fortaleza e da batalha que ocorreu ali.
Outros, porém, veem nos eventos do cerco como um caso de radicais judeus que se recusaram a chegar numa solução de compromisso, recorrendo, ao invés disso, ao suicídio e ao assassinato de suas famílias, ambas práticas proibidas pelo judaismo rabínico. Pesquisadores estão atualmente questionando os achados de Yigael Yadin, o arqueólogo israelense que escavou o local pela primeira vez. Massada já foi um local de celebração para os israelenses, mas atualmente "os israelenses ficaram menos confortáveis em glorificar o suicídio em massa e em se identificar com fanáticos religiosos". Outros arqueólogos revisaram as descobertas de Yadin e encontraram discrepâncias. Durante as escavações dele, foram encontrados três corpos que ele alegou serem de zelotes judeus. O antropólogo Joe Zias e o especialista forense Azriel Gorski alegam que os corpos eram de três romanos tomados como reféns pelos zelotes. Se isto for verdade, "Israel pode ter, inadvertidamente, concedido a honra [do reconhecimento deles como heróis e de um funeral de estado] a três romanos". Há também alguma discussão sobre os defensores de Massada e se eles eram "o núcleo duro heroico da Grande Revolta Judaica contra Roma ou uma gangue de assassinos que foi vítima de uma última operação de limpeza romana".